# 中華路夜市
24°08′39″N 120°40′32″E / 24.1442892°N 120.6756607°E

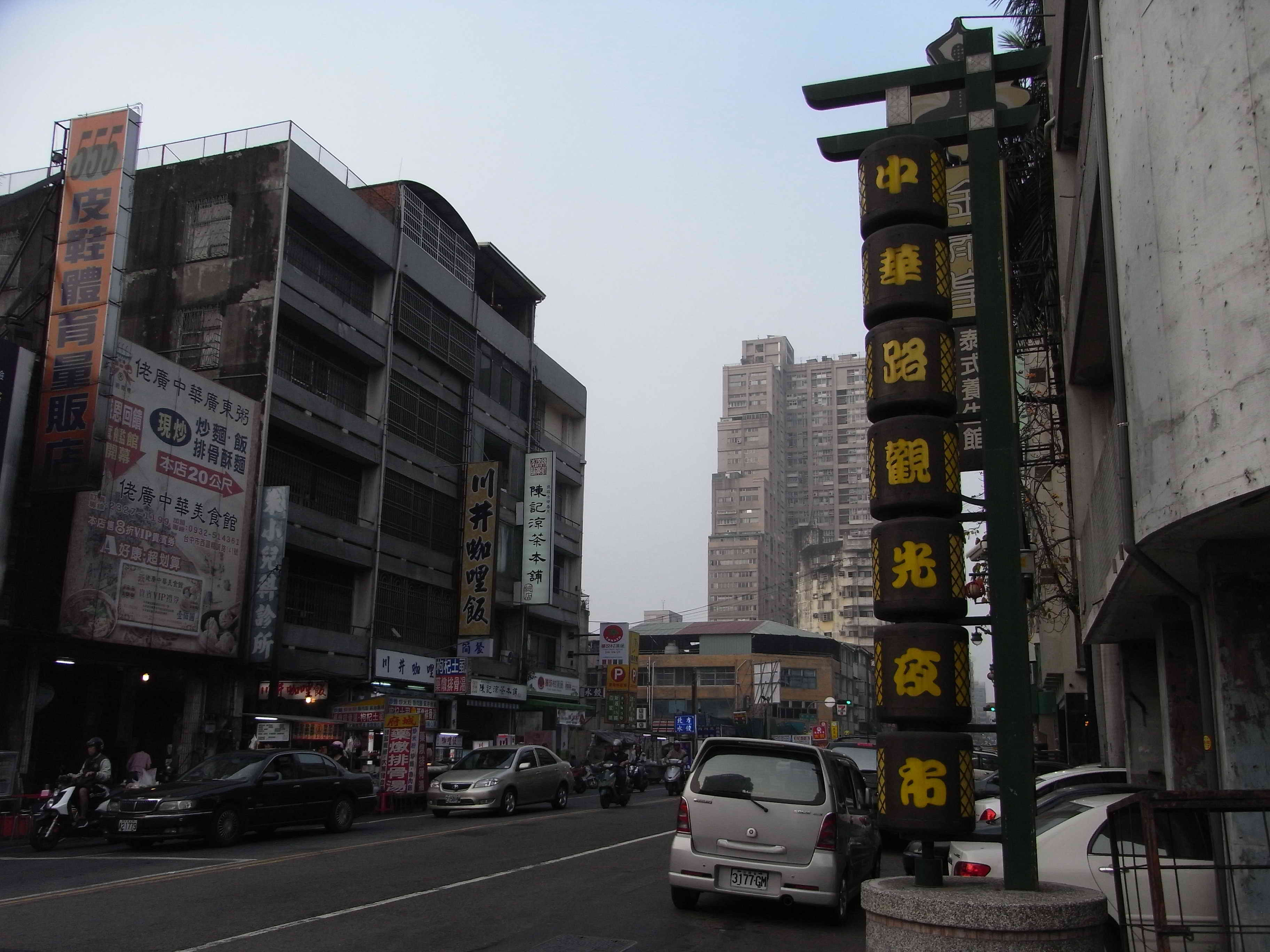
中華路觀光夜市入口

中華路夜市，是位於台灣台中市中區中華路一帶的商圈型態夜市，是台中市早期著名的夜市之一。除了飲食、服飾、用品攤販與商店街林立之外，還有許多家電影院、MTV等娛樂店，著名的小吃有台中肉圓、潤餅、大麵羹、刈包、蚵仔麵線、蚵仔煎等，另外還有多家快炒、湯品等台灣料理。
中華路夜市存在已超過40年，60年代至70年代時期是台中市極為熱鬧的商圈之一，每至夜晚街道即人潮與車潮湧現。近年來，由於中區都市重心的轉移至各處，加上逢甲夜市、一中商圈、東海夜市等興起，相對中區人潮逐漸減少，因此中華路商圈過去風光不在，除了假日觀光遊客會有較多的人潮之外，平日顧客以當地附近居民為主。

## 歷史沿革
1952年，台中市開始對攤販進行管理與監督。1965年，台中市政府為了解決台中車站附近繼光街的攤販問題，遂於同年5月14日公告「臺中市整理攤販實施細則」。其規定內容，中華路從民權路口至太平路口西側准予設攤，營業時間為每日下午六點至凌晨二點為止，從此中華夜市逐漸形成。1968年，警察局為加強管理市中心的交通秩序，將所有主要幹線的攤販遷移至中華路。1974年，市政府同意暫時准許於中華路附近的公園路、大誠街設攤販，以解決退伍軍人擺設攤販謀生的問題。
2005年台中市政府擬定「中華路形象風貌改造工程計畫」，於2006年1月25日完成攤販意願調查統計，獲得當時已發證攤販業者數520攤之50.5％同意施作之後，投入新台幣3,000萬元經費，進行建立入口意象、設置統一規格的美化招牌、裝設造型燈具與街道景觀等形象改造計畫工程，將夜市品質提昇成為觀光夜市。

## 週邊環境
- 一中商圈
- 台中公園
- 日新大戲院[6]、全球影城[7]、萬代福影城
- 臺中市中區光復國民小學

## 交通
臺中市公車
- 臺灣大道中華路口：30、48、45、525、107
- 民權中華路口：11、27、30、32、37、45、290、850
- 台灣大道幹線公車 仁愛醫院站：300、301、302、303、304、305、306、307、308

## 外部連結
- （繁體中文）魅力商圈 （臺中市政府）